# アヴィオ
アヴィオ S.p.A.はイタリアの航空機エンジン製造会社である。
かつての社名はフィアット アヴィオだったが、今では出資比率が変わり、シンヴェン(Cinven) (85%)とフィンメッカニカ(15%)。アヴィオ社の主な業務はジェットエンジンの製造を分担する事である。
2006年末、フィンメッカニカは30%の株をシンヴェンへ売却する事に成功した。。
2013年、米ゼネラル・エレクトリック社に航空関連事業を売却した。

## 製造品目

### 民間機向け
- GE90, ゼネラル・エレクトリックの下請け
- GEnx, ゼネラル・エレクトリックの下請け
- Trent 900, ロールス・ロイスの下請け
- PW150, プラット&ホイットニー カナダの下請け
- PW308, プラット&ホイットニー カナダの下請け
- PW625, プラット&ホイットニー カナダの下請け
- PW800, プラット&ホイットニー カナダの下請け

### 軍用機向け
- スペイ
- T700
- F119
- RB199
- EJ200
- 補助動力装置

### 宇宙向け
- Ariane III (with SNECMA and SME)
- Ariane IV (with SNECMA and SME)
- Ariane V (with SNECMA and SME)
- Vega

### 船舶向け
- LM2500,ゼネラルエレクトリックの下請け
- LM6000,ゼネラルエレクトリックの下請け

### ガリレオ アビオニカ
電子機器を供給する。